# Fulvio Bussalino
Fulvio Bussalino (Genova, 27 marzo 1956) è un ex calciatore italiano, di ruolo libero.

## Carriera
Dopo gli esordi nei campionati regionali passa all'Asti Ma.co.bi. in Serie D, e nel 1974 viene acquistato dal Brescia, squadra con cui esordisce in Serie B nel campionato 1975-1976.
Rimane con le Rondinelle per tre stagioni per poi trasferirsi al Taranto, sempre in Serie B, e l'anno seguente al Matera, dove disputa un campionato di Serie B ed uno di Serie C1.
Dopo un anno in Serie C2 all'Imperia ed un altro al Matera, passa alla Civitanovese, dove disputa una stagione in C1 ed una in C2, e poi nuovamente in Serie C1 al Fano, per terminare infine la carriera in Serie C2 nel 1987 con l'Orceana.
In totale ha collezionato 100 presenze nel campionato di Serie B realizzando 5 reti.

## Palmarès

### Club

#### Competizioni giovanili
- Campionato Primavera: 1

Brescia: 1974-1975